# Зарубежнефть
«Зарубежне́фть» — российская государственная нефтяная компания. Полное наименование — Акционерное общество «Зарубежнефть». Штаб-квартира — в Москве.

## История
Основана 30 сентября 1967 года для строительства объектов нефтяной промышленности за рубежом, в частности в Алжире, Вьетнаме, Индии, Ираке, Йемене, Ливии, Сирии, на Кубе.

## Собственники и руководство
Преобразовано в открытое акционерное общество в 2004 году, с 2015 года в акционерное общество (то есть непубличное, с ограниченным числом акционеров). 100% акций компании находятся в федеральной собственности.
Генеральный директор — Сергей Иванович Кудряшов, председатель совета директоров — Муров, Евгений Алексеевич.

## Деятельность
АО «Зарубежнефть» — диверсифицированный государственный нефтегазовый холдинг с активами и проектами в нескольких сегментах.
Основные направления деятельности:
- Разведка, обустройство и эксплуатация нефтегазовых месторождений в Российской Федерации и за рубежом на суше и континентальном шельфе.
- Проектирование, строительство и эксплуатация нефтеперерабатывающих производств, резервуарных парков и трубопроводных систем.
- Применение передовых отечественных технологий при разработке нефтегазовых месторождений.
- Отработка современных методов увеличения нефтеотдачи в целях расширения экспорта высокотехнологичных услуг.
- Экспортно-импортные операции по поставкам технологического оборудования.

## Регионы присутствия

### Вьетнам
Вьетнам занимает приоритетное место в деятельности АО «Зарубежнефть». Наиболее эффективным проектом «Зарубежнефти» является совместное предприятие «Вьетсовпетро», созданное в 1981 году на основе Межправительственного соглашения на паритетных началах с Корпорацией нефти и газа «Петровьетнам».
20 января 2022 года «Зарубежнефть» решила сменить регистрацию двух вьетнамских активов, прописанных в Нидерландах, на Кипр. Компания пошла на этот шаг после того, как голландские власти решили поднять на 15% налог за вывод денег для российских резидентов.

### Россия
Российские активы Компании в области добычи углеводородов представлены 13 месторождениями в Ненецком АО, разрабатываемыми в рамках ООО «СК „РУСВЬЕТПЕТРО“» (совместная компания АО «Зарубежнефть» и КНГ «Петровьетнама»), Харьягинским месторождением в рамках СРП (в 2016 году французская компания Total передала 20 % доли и функции оператора в пользу АО «Зарубежнефть»), месторождениями нефтедобывающих предприятий АО «Оренбургнефтеотдача» и ООО «Ульяновскнефтегаз».

### Босния и Герцеговина
«Зарубежнефти» принадлежит нефтеперерабатывающий завод Брод, завод моторных масел Модрича и сеть АЗС в Республике Сербской (Босния и Герцеговина).

### Куба
«Зарубежнефть» осуществляет сотрудничество с кубинской государственной нефтегазовой компанией Cubapetroleo (Cupet). Компания реализует проект по увеличению методов нефтеотдачи на месторождении «Бока де Харуко» в соответствии с Договором Международной экономической ассоциации, подписанным в июне 2011 года.

## Показатели деятельности
Добыча нефти группы компаний АО «Зарубежнефть» в 2015 году составила 10,22 млн т.
Выручка группы компаний АО «Зарубежнефть» (по МСФО) в 2015 году — 56,6 млрд руб. (в 2014 году — 49,4 млрд руб.).
Чистая прибыль АО «Зарубежнефть» (по РСБУ) в 2015 году — 9,1 млрд руб. (в 2014 году — 8,5 млрд руб.).

### Кредитные рейтинги
- В 2021 году рейтинговое агентство «Эксперт РА» присвоило АО «Зарубежнефть» рейтинговую оценку ruAAA со стабильным прогнозом. Рейтинг ежегодно подтверждался, а в 2024 году  был отозван[4].
- В 2021 году рейтинговое агентство АКРА присвоило АО «Зарубежнефть» рейтинговую оценку AAА(RU) со стабильным прогнозом. Рейтинг ежегодно подтверждается (2022-2025)[5].

## Экология
В 2021 году WWF признала АО «Зарубежнефть» наряду с «Татнефть» самой экологически открытой компанией в нефтедобывающей отрасли.